# Штатс-контор-колегія
Штатс-контор-колегія - орган центрального управління державними фінансами Росії у XVIII столітті, утворений в 1717 в ході реформ Петра I і скасований в результаті реформи державного управління, проведеної Катериною II.

## Історія
Після того, як у 1711 в Росії утворений вищий орган управління - Сенат, почалося формування органів галузевого управління - колегій, які заміняли систему приказів. На шведський зразок у сфері управління реформованими державними фінансами засновано три колегії: камер-колегія знала доходами, штатс-контор-колегія — витратами, а ревізійна колегія займалася перевірками.
У грудні 1717 затверджено штати колегії, призначено президента і віце-президента. Першим президентом колегії став граф І.А. Мусін-Пушкін. Структура та порядок діловодства в колегії визначалися Генеральним регламентом, а місцем перебування колегії став Санкт-Петербург. У функції колегії, що перейшли від приказу Великої скарбниці, затверджені в грудні 1718, входило виділення певних сум державним установам і посадовим особам через каси на місцях (рентереї), що керувалися призначуваними в провінції колегією рентмейстерами.
У листопаді 1723 Штатс-контор-колегія з самостійного органу управління була перетворена Штатс-контору: в 1723-1726 в структурі Сенату, а в 1726-1730 у складі Камер-колегії. Але вже у липні 1730 Штатс-конторі повернули статус самостійної колегії.
У ході реформи місцевого управління, проведеної Катериною II, у сфері державних фінансів були засновані нові органи центрального управління та губернські установи: казначейства в Петербурзі та Москві, а також губернські казенні палати та повітові казначейства. Їм і було передано функції підрозділів Штатс-контор-колегії, скасованої в 1780.